# Шабалов, Сергей Иванович
Сергей Иванович Шабалов (1901—1974) — член Военного совета армий, оборонявших Ленинград, генерал-майор.

## Биография
Из русской крестьянской семьи. В 1920 году вступил в РКП(б) и в РККА. В 1922 году окончил Киевскую военно-педагогическую школу. В апреле 1922 назначен командиром взвода 69-го Харьковского стрелкового полка 23-й стрелковой дивизии. В мае 1938 года назначен военкомом штаба Ленинградского военного округа. С 16 сентября 1939 по 7 июля 1941 назначен членом Военного совета 8-й армии Прибалтийского Особого военного округа. 

«Роль вашей армии в обороне Ленинграда крайне велика и ответственна. Вы прикрываете побережье и береговую оборону, нависаете над коммуникациями противника и притянули на себя две-три пехотные дивизии, которые так необходимы противнику для борьбы непосредственно под Ленинградом».
 С 25 октября 1941 по 9 мая 1945 член Военного совета 43-й армии 3-го Белорусского фронта.
Похоронен на Химкинском кладбище Москвы.

### Звания
- дивизионный комиссар (1940);
- генерал-майор (6 декабря 1942).

### Награды
- два ордена Ленина;
- орден Кутузова I степени;
- три ордена Красного Знамени;
- медали.